# Rosemary LaPlanche
Rosemary LaPlanche (Los Angeles, 11 ottobre 1923 – Glendale, 6 maggio 1979) è stata una modella statunitense, eletta Miss California sia nel 1940 che nel 1941 ed in seguito Miss America 1941. È stata inoltre la seconda classificata a Miss America 1940
Dopo la sua doppia vittoria consecutiva, fu istituita una nuova regola che vietava alle concorrenti di competere allo stesso concorso di bellezza nazionale per più di una volta.
Rosemary LaPlanche ha avuto una lunga carriera di attrice cinematografica che la portò a recitare in una trentina di film fra il 1930 al 1961, fra cui Cento uomini e una ragazza, Pazza per la musica, Il ribelle, Pan-Americana e Le ragazze dello scandalo